# Malouetia quadricasarum
Malouetia quadricasarum är en oleanderväxtart som beskrevs av R. E. Woodson. Malouetia quadricasarum ingår i släktet Malouetia och familjen oleanderväxter. Inga underarter finns listade i Catalogue of Life.